# Triunfo (Pernambuco)
Triunfo es un municipio brasileño del estado de Pernambuco, localizado en la cima de la Sierra da Baixa Verde, junto a la frontera de Pernambuco y Paraíba. La ciudad está ubicada a 405 kilómetros de Recife, capital del estado y a 380 kilómetros de Petrolina. Tiene una población estimada al 2020 de 214 423 habitantes.
Se sitúa en el área geográfica de Brejo de altitude, de más de mil metros por encima del nivel del mar, es la ciudad más alta del estado de Pernambuco. Su clima es ameno y lluvioso, catalogado como clima semiárido. Ese aspecto local lleva a Triunfo a ser conocida como el "Oasis del Sertón".
Emancipada de Flores en 1870 y elevada a la categoría de ciudad el 13 de junio de 1884, la ciudad de Triunfo es uno de los principales destinos turísticos de Pernambuco. Sus visitantes son atraídos principalmente por su clima ameno y su arquitetura icónica e histórica, así como por su gastronomía, sus festivales y también por su geografía.

## Etimología
El nombre de Triunfo se originó de una lucha ocurrida entre los habitantes locales, de la Sierra  Baixa Verde, con los de la ciudad de Flores, principalmente la familia dos Campos Velhos, que en el entonces llamado poblado de la Baixa Verde llegaron, muchas veces, a atacar la feria local con la intención de acabarla. Algunas personas llegaron a morir en los ataques, sin que estos lograran éxito en contener el progreso del poblado y la realización de las ferias. A ese triunfo, se homenajeó el local.

## Historia
Los primeros habitantes de la región donde hoy está la ciudad de Triunfo fueron los indios Cariri de la nación Tapuya.
Se sabe que en el inicio del siglo XIX, probablemente en el año de 1802, llegó al local un misionero italiano, el capuchino frei Vital de Frascarolo, o frei Vital da Penha, acompañado de algunos indios y cargando de imágenes de algunos santos, entre ellos la imagen de Nuestra Señora de los Dolores, que vendría a ser la patrona de la localidad.
El Frei Vital da Penha consiguió ser el propietario de las tierras de la Baixa Verde, terreno en el cual creó una aldea para los indios que vinieron con él en su misión.

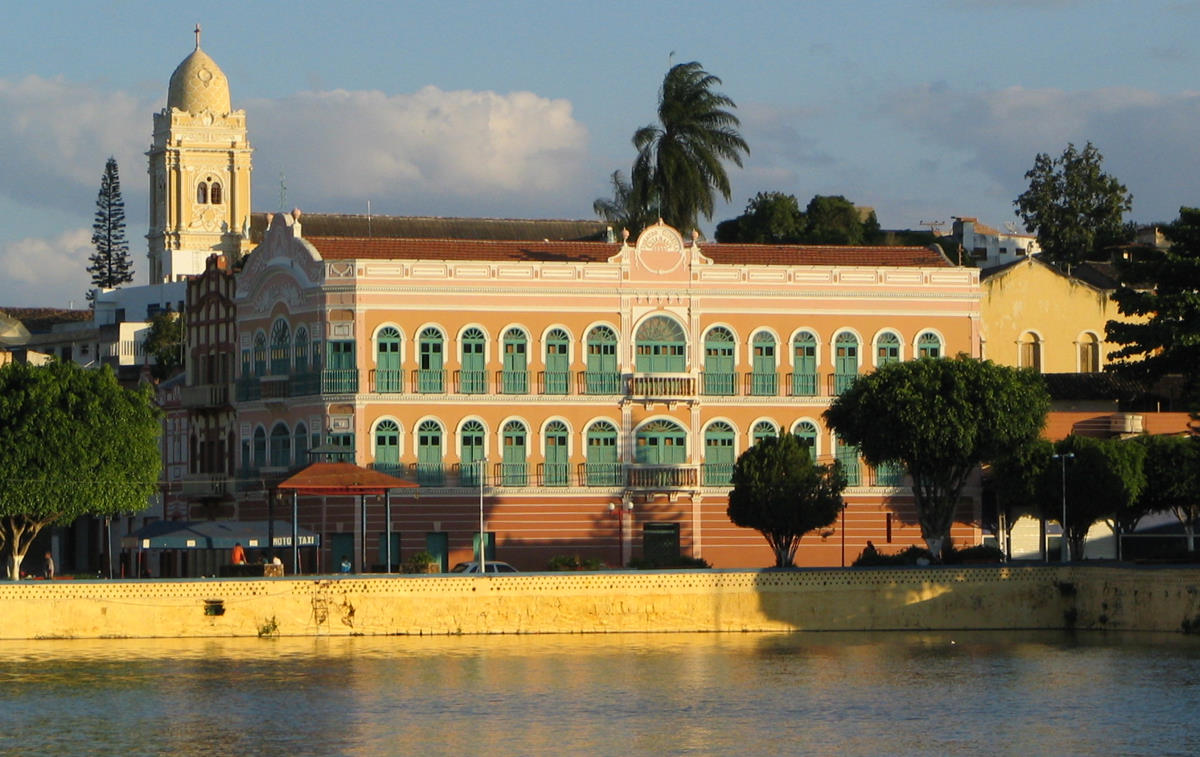
Teatro Cinema Guarany.

En noviembre de 1803, Frei Vital da Penha dejó la localidad y fue sustituido por frei Ângelo Maurício Niza, que trató de construir en la Baixa Verde una pequeña capilla que sirvió de matriz del poblado durante mucho tiempo. Las condiciones favorables de los suelos para las prácticas agrícolas, sus fuentes de agua y vegetación siempre verde, atrajeron otras personas a la localidad.
La ley provincial nº 930, del 2 de junio de 1870, elevó el estatus del poblado a villa que oficialmente pasa a llamarse Triunfo, desglosado de Flores e instalado el 8 de enero de 1872.